# Śmiardowo Krajeńskie
Śmiardowo Krajeńskie – wieś krajeńska w Polsce położona w województwie wielkopolskim, w powiecie złotowskim, w gminie Krajenka.
Północną część Śmiardowa Krajeńskiego stanowi dawniej samodzielna wieś Dąbrowa.

## Historia
Na terenie wsi odkryto w międzywojniu cmentarzysko z XVIII–XVI wieku p.n.e. (wczesna epoka brązu). 

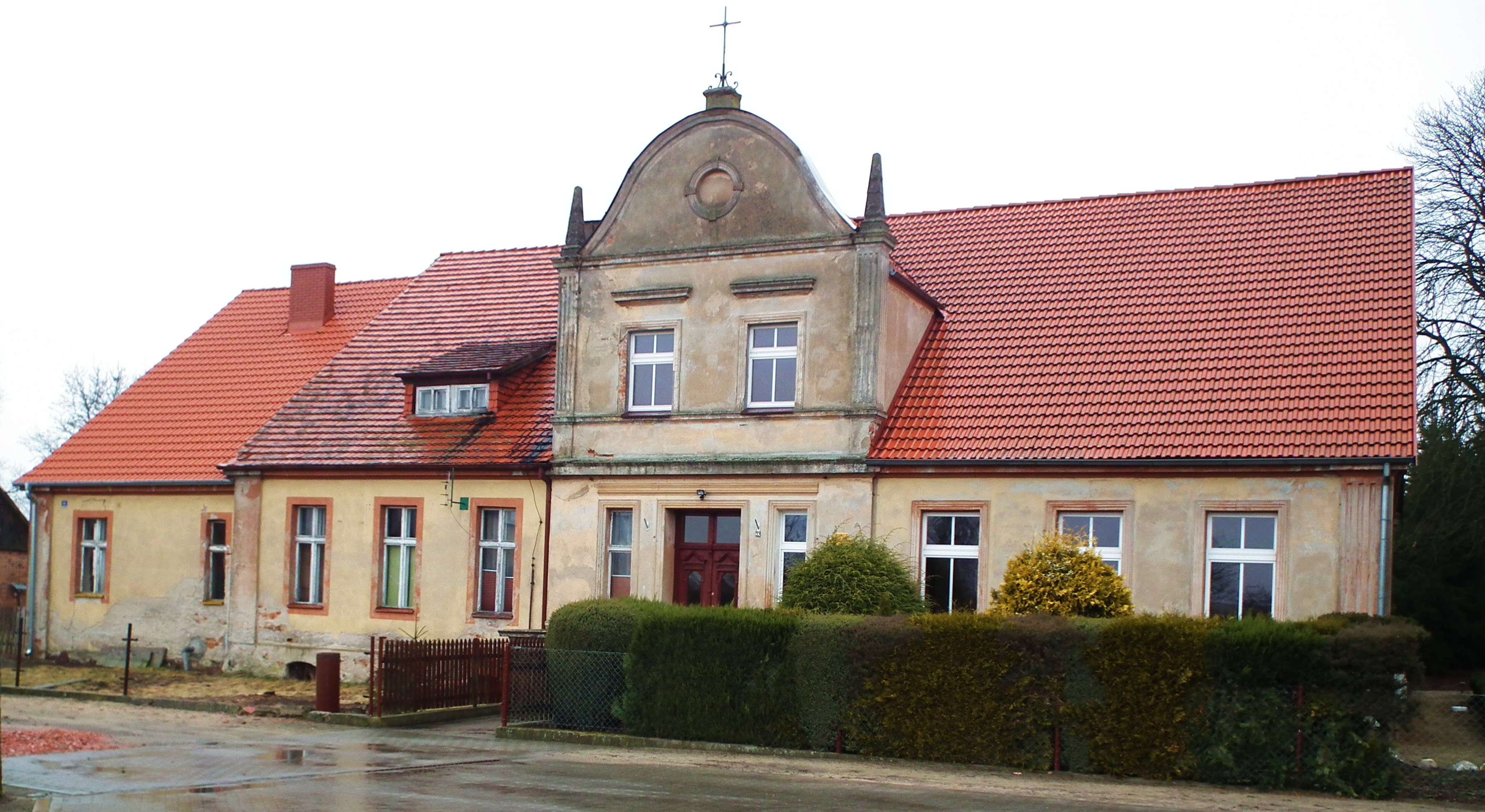
Dawny dwór z kaplicą

Po raz pierwszy wzmianka o wsi pojawiła się w 1511. Była to własność Kościeleckich, którzy w 1611 sprzedali wieś Grzymułtowskim, ci odsprzedali ją Grudzińskim (1639), a oni Jakubowi Błeszyńskiemu, którego syn (Antoni) sprzedał ją z kolei Jakubowi Działyńskiemu (1714). Kolejni właściciele to: Józef Działyński, a następnie Marcin Działyński – starosta nakielski. Ten drugi w 1743 sprzedał cały klucz krajeński Aleksandrowi Józefowi Sułkowskiemu. W 1771 dobra w całości przeszły na Annę Sułkowską z Przebendowskich. W tym okresie we wsi powstał folwark. Funkcjonowała również karczma. 8 stycznia 1793 dobra krajeńskie kupił podkomorzy Jan Fryderyk von Flotow, by w 1800 odsprzedać je Jakubowi Komierowskiemu (poległ on w 1807), a zadłużony majątek przejął bank z Berlina (1815). Od 1839 do 1921 dobra krajeńskie stopniowo skupowali Hohenzollernowie. W 1885 majątek miał 668 hektarów gruntu, a zamieszkiwany był przez 139 osób (97 katolików). W 1922 dobra znacjonalizowano. Część dworu przeznaczono na cele sakralne. Po 1945 wieś powróciła w granice Polski, a ludność niemiecka została wysiedlona.
W latach 1975–1998 miejscowość administracyjnie należała do województwa pilskiego.